# Sablicola chinensis
Sablicola chinensis är en svampart som beskrevs av E.B.G. Jones, K.L. Pang & Vrijmoed 2004. Sablicola chinensis ingår i släktet Sablicola och familjen Halosphaeriaceae.   Inga underarter finns listade i Catalogue of Life.